# قرار مجلس الأمن التابع للأمم المتحدة رقم 750
قرار مجلس الأمن التابع للأمم المتحدة رقم 750، الذي اتخذ بالإجماع في 10 أبريل 1992، بعد إعادة التأكيد القرارات السابقة بشأن الوضع في قبرص، أعلن المجلس أن النزاع في قبرص يجب أن يُسوى على أساس دولة قبرص واحدة ذات سيادة واحدة ومواطنة واحدة وهي اتحاد طائفي وثنائي المناطق، على النحو المنصوص عليه في القرارين 649 (1990) و716 (1991).
دعا المجلس ممثلين من جمهورية قبرص وشمال قبرص إلى الالتزام بهذه المبادئ، والتي يجب ألا تشمل الانفصال أو الاتحاد مع دولة أخرى. وأيد القرار مرة أخرى "مجموعة الأفكار" التي تخضع لمزيد من المفاوضات حول القضايا العالقة، وحث على التعاون مع الأمين العام بطرس بطرس غالي.
كما سلط القرار الضوء على الحاجة إلى عقد مؤتمر رفيع المستوى مع زعماء الطائفتين في قبرص، بالإضافة إلى زعماء اليونان وتركيا لإبرام اتفاق إطاري شامل.

## روابط خارجية
- نص القرار في undocs.org